# Eva Rosenfeld
Pour les articles homonymes, voir Rosenfeld.
Eva Marie Rosenfeld, née à New York le 5 janvier 1892 et morte à Londres le 17 août 1977, est une pédagogue et une psychanalyste britannique d'origine allemande.

## Biographie
Eva Rosenfeld naît à New York où ses parents font un séjour. Elle passe son enfance à Berlin, où son père Theodor Rosenfeld est administrateur du théâtre Freie Bühne , sa mère, Rose, est la sœur de Max Schiller, lui-même époux d'Yvette Guilbert. Il meurt en 1907, alors qu'elle a 15 ans, et elle arrête ses études pour travailler dans un foyer d'orphelines. En 1911, elle épouse son cousin, l'avocat Valentin Rosenfeld (1886-1970). Celui-ci a fait ses études à l'université de Vienne où il a assisté aux conférences de Freud. Par le biais de son mari, Eva découvre la psychanalyse. Le couple s'installe à Vienne.
Ils ont quatre enfants, mais trois d'entre eux meurent prématurément, deux garçons de la dysenterie en 1918, et son unique fille, Rosemarie à 15 ans, dans un accident de montagne, le 8 juillet 1927. Ces trois disparitions l'affectent énormément, et la décident à se consacrer aux enfants.
Après la Première Guerre mondiale Eva Rosenfeld ouvre une école destinées aux adolescentes en difficulté, à Vienne. Eva Rosenfeld et Anna Freud entrent en relation à cette occasion, en 1924, par l'intermédiaire de Siegfried Bernfeld. Elles entretiennent une correspondance de 1925 à 1937, dont seules les lettres d'Anna Freud sont conservées.

### L'école d'Hietzing
En 1927, Eva Rosenfeld qui doit progressivement subvenir aux besoins financiers de sa famille, et Dorothy Burlingham qui souhaite procurer un cadre scolaire bienveillant à ses enfants, fondent, sous l'autorité d'Anna Freud, une école dans le quartier viennois d'Hietzing, dont la plupart des élèves sont analysés, généralement par Anna Freud. Cette école s'inscrit dans la mouvance de l'éducation nouvelle, dans une perspective de pédagogie psychanalytique, elle cesse ses activités en 1932. Elle accueille les quatre enfants de Dorothy Burlingham, le neveu d'Anna Freud, Ernst W. Freud (l'enfant à la bobine), Victor Ross, le fils d'Eva Rosenfeld, Reinhard Simmel, le fils d'Ernst Simmel, en tout une vingtaine d'enfants. Peter Blos et Erik Erikson y sont enseignants.

### La psychanalyse et l'exil
Eva Rosenfeld est analysée par Sigmund Freud de 1929 à 1931, à la suggestion d'Anna Freud. Après son divorce, en 1931, elle retourne à Berlin avec son fils Victor, et travaille comme intendante à la clinique psychanalytique de Tegel d'Ernst Simmel. La clinique, lourdement frappée par la crise économique ferme ses portes, et Eva Rosenfeld en organise la liquidation. Durant ces années en Allemagne, elle se forme à l'Institut psychanalytique de Berlin. En 1936, elle s'exile en Angleterre, où elle travaille comme analyste. Elle fait une nouvelle analyse avec Melanie Klein en 1938-1941, ce qui lui vaut des considérations peu amènes de Sigmund Freud. Son analyse est interrompue par l'exode des premières années de guerre et le départ des deux femmes de Londres, Klein pour l'Écosse, Rosenfeld pour Oxford. Eva Rosenfeld hésite entre son amitié pour Anna Freud et son intérêt pour les travaux de Melanie Klein et perd vraisemblablement l'amitié de cette dernière de ce fait. Selon son fils, ses propositions théoriques sont balayées d'un revers de main par Sigmund Freud, tandis qu'Anna Freud réserve après 1931 l'exclusivité de son amitié à Dorothy Burlingham. Eva Rosenfeld reste en lien avec Anna Freud, comme en témoigne leur correspondance et poursuit son travail d'analyste. Durant les années d'après-guerre, très peu documentées en ce qui la concerne, elle se consacre à la rédaction de ses mémoires, restées inédites mais qui fournissent la matière du chapitre rédigée par Victor Ross en préface de l'édition de la correspondance d'Anna Freud avec Eva Rosenfeld.

## Publications
- « The Pan-headed Moses: A parallel », International Journal of Psycho-Analysis, 1951, vol. 32, no 2, p. 83-93.
- « Dream and vision: Some remarks on Freud's Egyptian bird dream », International Journal of Psycho-Analysis, 1956, vol. 37, no 1, p. 97-105.
- « Obituary: Hedwig Hoffer 1888–1961 ». International Journal of Psycho-Analysis, 1962, vol. 43, p. 477.
- Recollected in Tranquillity (Mémoires inédites)